# Гюешево
Гю́ешево (болг. Гюешево) — село в Болгарии. Находится в Кюстендилской области, входит в общину Кюстендил. Население составляет 238 человек.

## Политическая ситуация
В местном кметстве Гюешево, в состав которого входит Гюешево, должность кмета (старосты) исполняет Стойне Асенов Максимов (Граждане за европейское развитие Болгарии (ГЕРБ)) по результатам выборов.
Кмет (мэр) общины Кюстендил — Петыр Георгиев Паунов (коалиция в составе 3 партий: Демократы за сильную Болгарию (ДСБ), Союз демократических сил (СДС), партия АТАКА) по результатам выборов.